# Камерон, Верни Ловетт
Верни Ловетт Камерон (Кэмерон; англ. Verney Lovett Cameron; 1 июля 1844 — 24 марта 1894) — английский путешественник, первый европеец, пересёкший экваториальную Африку от Индийского океана до Атлантического.

## Биография
Камерон был военным моряком, участником военного конфликта в Абиссинии в 1868 году, участвовал в кампании британских колониальных войск по пресечению работорговли в Восточной Африке. В 1872 он был назначен начальником экспедиции, снаряжённой Королевским географическим обществом на помощь Ливингстону; в марте 1873 экспедиция прибыла в Занзибар и 24 марта, переправившись с острова на континентальный берег, из селения Багамойо направилась вглубь континента. 4 августа отряд Камерона встретил остатки экспедиции Ливингстона, возвращавшейся в Занзибар с его телом.
Руководствуясь полученными от Географического общества указаниями продолжить дело Ливингстона, Камерон двинулся дальше, добравшись в феврале 1874 года до города Уджиджи на озере Танганьика, где обнаружил бумаги экспедиции Ливингстона. Далее Кэмерон попытался двинуться на запад, сплавляясь по рекам Лукуге и Луалабе, которые он считал притоками Конго, однако вынужден был продолжить путешествие по суше и, в конце концов, пройдя по совершенно неизвестным странам 5800 км на юго-запад, достиг Луанды 7 ноября 1875 года. Это путешествие, особенно благодаря хорошим наблюдениям и надёжным определениям географического положения, принадлежит к числу наиболее продуктивных путешествий Нового времени; Камерон был удостоен золотых медалей Лондонского и Парижского географических обществ.
В 1878 Камерон проехал через Малую Азию до Тигра и Евфрата, чтобы исследовать возможность проведения железной дороги от Средиземного моря до Индии. В 1882 году он отправился в ещё одно африканское путешествие, на этот раз в район Золотого берега (нынешней Ганы), вместе с другим известным путешественником Ричардом Бёртоном. Камерон погиб, возвращаясь с охоты, в английском графстве Бедфордшир: его сбросила лошадь.
Своё главное путешествие Камерон описал в книге «Через Африку» (англ. «Across Africa», 1876); для юношества адаптировано издание «В дикой Африке» (англ. «In savage Africa», 1887). Вторая африканская экспедиция Камерона описана им вместе с Бёртоном в совместной книге «На Золотой берег за золотом» (англ. «To the Gold Coast for Gold», 1883).

## Сочинения
Первое издание на русском языке:
- Камерон В. Л. Пересекая Африку = Across Africa / Верни Ловетт Камерон; Пер. с англ., вступ. ст. и примеч. Л. Е. Куббеля; Ред. коллегия: К. В. Малаховский (предс.), Л. Б. Алаев, А. Б. Давидсон, Н. Б. Зубков, Г. Г. Котовский, Р. Г. Ланда, Н. А. Симония; Художник Л. С. Эрман. — М.: Наука (ГРВЛ), 1981. — 456 с. — (Рассказы о странах Востока). — 15 000 экз. (в пер.)